# Donnie Forman
Donald J. Forman (Nova Iorque, 7 de janeiro de 1926 - Flórida, 10 de maio de 2018) foi um basquetebolista norte-americano que foi campeão da Temporada da NBA de 1948-49 jogando pelo Minneapolis Lakers.